# Provinciedomein Wallemote-Wolvenhof

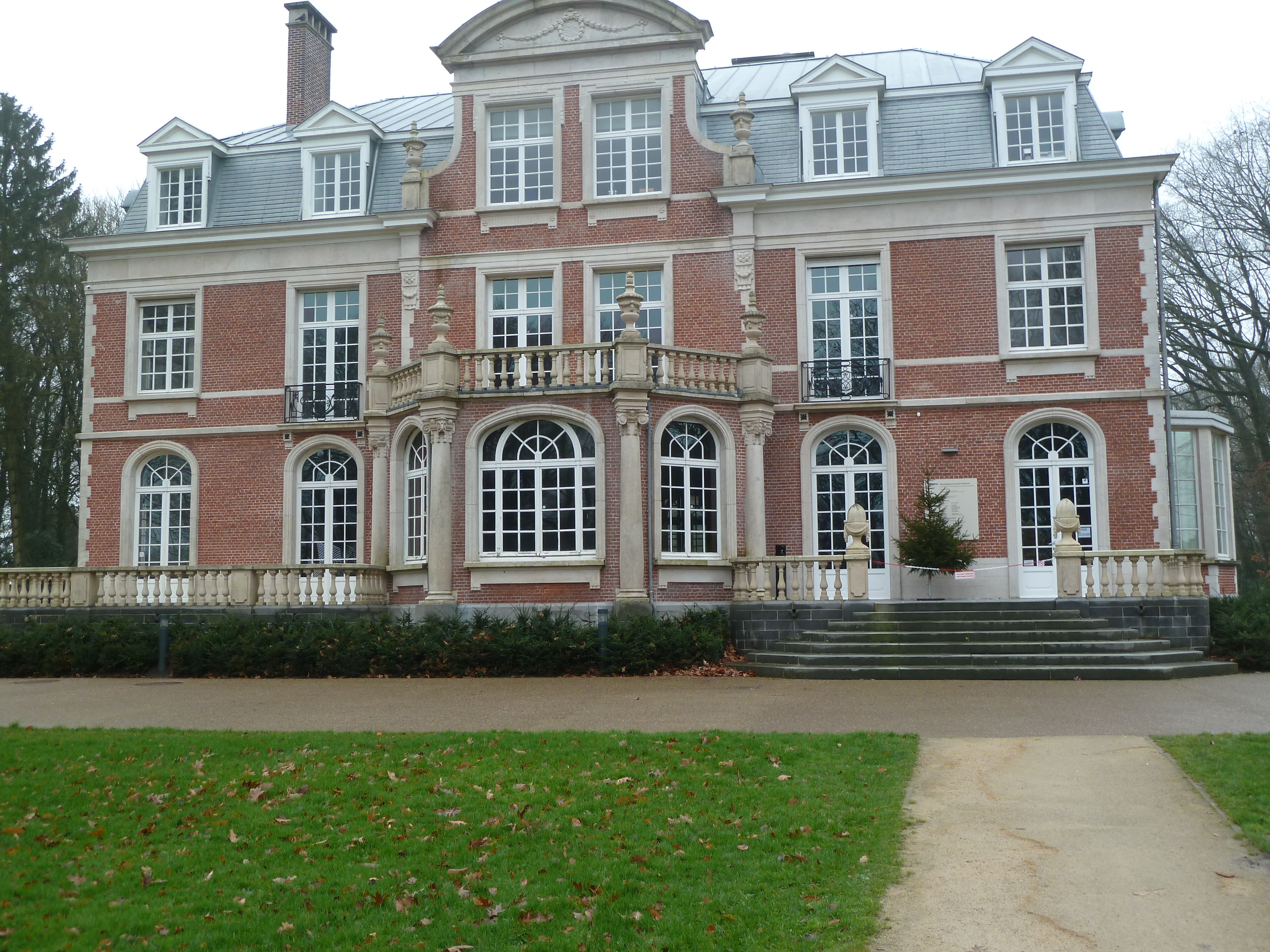
Kasteel Wallemote

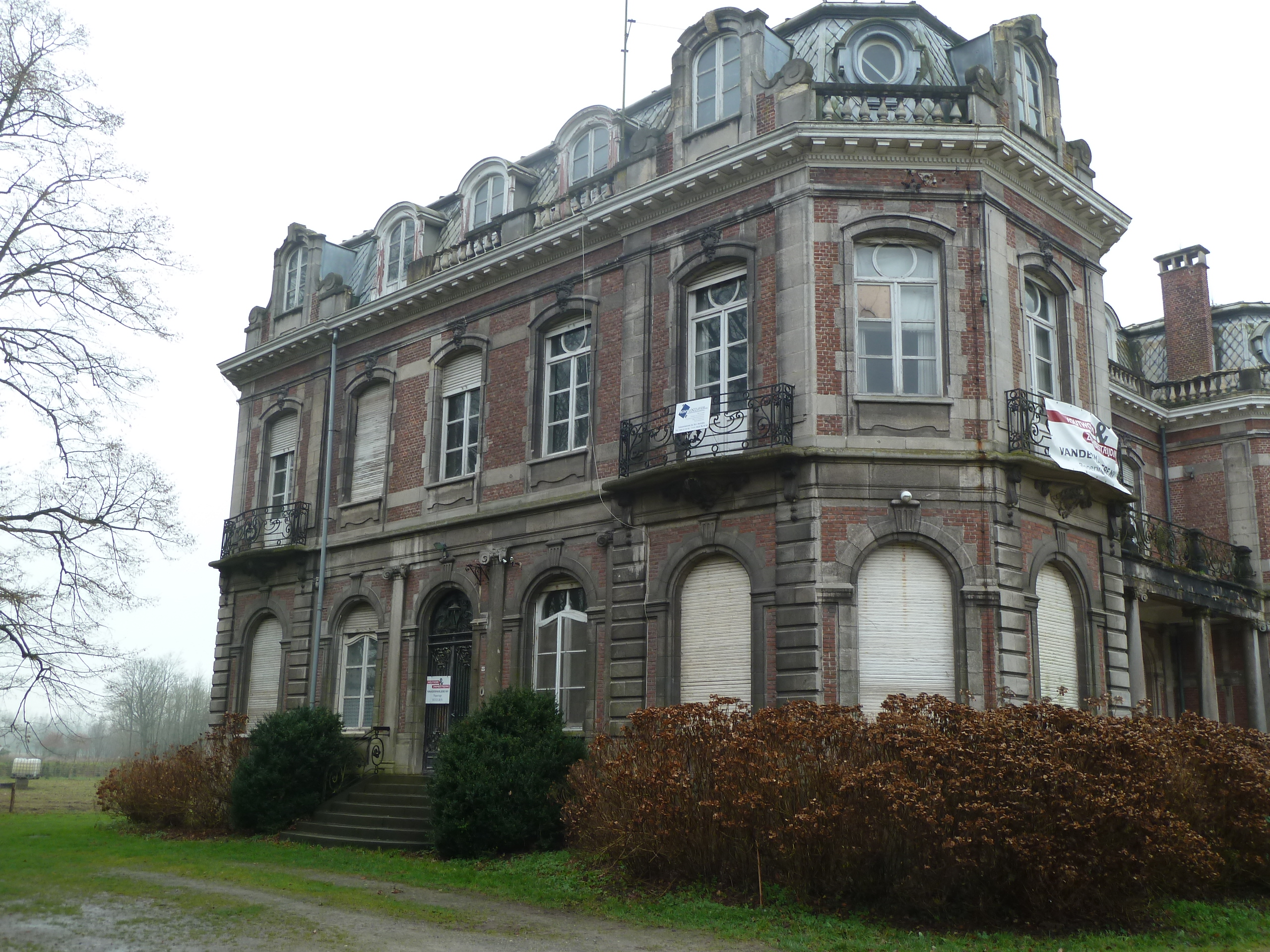
Kasteel Wolvenhof

Provinciedomein Wallemote-Wolvenhof is een provinciedomein in Izegem bestaande uit de aaneengesloten parken van de twee kastelen Wallemote en Wolvenhof. Wallemote-Wolvenhof is 24 hectare groot en is sinds 2001 een provinciedomein van West-Vlaanderen.  Beide kastelen werden in de 20e eeuw aangelegd in Engelse landschapsstijl door de familie Vanden Bogaerde.  

## Kasteel Wallemote
Dit kasteeltje werd, samen met Kasteel Wolvenhof, gebouwd in 1913, vermoedelijk naar ontwerp van Jules Vercoutere. Het werd gebouwd in opdracht van de industrieel Gaspard Vanden Bogaerde, maar de Duitse bezetter gebruikte het als gevangenis. Na de Tweede Wereldoorlog werd het verkocht aan borstelfabrikant R. Werbrouck-Peers, en in 1952 werd het bezit van het Sint-Jozefscollege, om in 1997 door de stad Izegem te worden aangekocht.
Het symmetrisch ogende gebouw is ontworpen in een mengstijl van neoclassicisme en neobarok. Het interieur is goed behouden en omvat vertrekken in de diverse neostijlen.

### Recreatie
Bij kasteel Wallemote bevindt er zich een speelpark met daarnaast een natuurspeelterrein.

## Kasteel Wolvenhof
Het kasteeltje werd, samen met het naastgelegen Kasteel Wallemote, gebouwd in 1913 in opdracht van de industrieel Gaspard Vanden Bogaerde, naar ontwerp van Jules Vercoutere. Het kent ook een neobarokke en neoclassicistische uitstraling en er is veel gebruik gemaakt van oeil de boeufs. Er is een bordes en er zijn rijkelijke versieringen.